# Breakdown
Breakdown és un thriller estatunidenc escrit i dirigit per Jonathan Mostow, estrenada l'any 1997. Ha estat doblat al català.

## Argument
Jeff i Amy Taylor han agafat la carretera per anar a San Diego, on els espera una nova vida. En ple desert, el seu cotxe s'espatlla. Un pes pesat s'atura. El xofer Red proposa d'ajudar-los. Mentre Amy s'encarrega, amb el caritatiu camioner, d'anar a buscar una grua, Jeff intenta reparar el vehicle, fins que aconsegueix engegar-lo. Decideix d'anar agafar Amy però, a l'estació de servei viari, no troba cap rastre de la seva esposa. Davant el silenci dels autòctons, agafa el volant i troba el camió de Red. Interrogat, pretén no conèixer-lo. Interrogat per la policia, nega haver-lo conegut mai.

## Repartiment
- Kurt Russell: Jeffrey 'Jeff' Taylor
- J. T. Walsh: Warren 'Red' Barr
- Kathleen Quinlan: Amy Taylor
- M. C. Gainey: Earl
- Jack Noseworthy: Billy
- Rex Linn: el xèrif Boyd
- Ritch Brinkley: Al
- Moira Harris: Arleen Barr
- Kim Robillard: l'adjunt Len Carver
- Thomas Kopache: Calhoun
- Jack McGee: el bàrman a Belle's Diner
- Ancel Cook: l'assidu a Belle's Diner
- Vincent Berry: Deke Barr
- Helen Duffy: Flo
- Gene Hartline: el conductor de la grua

## Banda original
- Burgers & Fries, interpretat per Charley Pride
- This Game Of Love, interpretat per Robbyn Kirmsse
- Nobody Knows, interpretat per Robbyn Kirmsse
- Walking Out The Back Door, interpretat per Robbyn Kirmsse

## Premis i nominacions

### Premis
- Premi al millor segon paper femení per Kathleen Quinlan, en els Blockbuster Entertainment Awards el 1998.[3]

### Nominacions
- Millor thriller, per l'Acadèmia de cinema de ciència-ficció, fantàstica i terror l'any 1998.
- Millor segon paper masculí per J. T. Walsh, per l'Acadèmia de cinema de ciència-ficció, fantàstica i terror l'any 1998.

## Al voltant de la pel·lícula
- El rodatge es va desenvolupar a Barstow, Los Angeles, Sacramento, Victorville i la Templin Highway, a Califòrnia, així com Sedona, Arizona, Nelson's Landing, Nevada i Moab, Utah.
- Per poder ser a prop de la seva família tots els vespres a Los Angeles, Kurt Russell era transportat en helicòpter als diferents llocs de rodatge.http://www.imdb.com/title/tt0118771/trivia?ref_=tt_trv_trv
- El camió de Red és un Peterbilt 377.http://www.imdb.com/title/tt0118771/trivia?ref_=tt_trv_trv
- Després que la primera va ser rebutjada, Basil Poledouris va compondre una segona partitura pel film.[4]
- Al guió original, a l'escena de l'estació de servei al començament del film, Red conversava breument amb Amy.
- El film torna amb el tema del telefilm de 1973, La Desaparició, a partir d'una novel·la de Richard Matheson. En aquesta història, és el marit qui desapareix.
- Destacar que l'actor J. T. Walsh, que fa el paper del cap dels segrestadors va morir poc de temps després de l'estrena del film.
- "Entretingut thriller. La trama atabala fins a l'extenuació"[5]
- "Intriga plena de suspens que indaga en la tortuosa aventura d'un matrimoni al qual se li trenca un cotxe en ple desert" Fernando Morales: Diari El País